# Himantornis haematopus
El rascón nkulenga (Himantornis haematopus) es una especie de ave gruiforme de la familia Rallidae que vive en África. Es la única especie del género Himantornis.

## Hábitat y estado de conservación
Se encuentra en Angola, Camerún, República Centroafricana, República del Congo, República Democrática del Congo, Costa de Marfil, Guinea Ecuatorial, Gabón, Ghana, Guinea, Liberia, Nigeria, Sierra Leona, Togo y Uganda. 
Es abundante por todo su hábitat natural por lo que el rascón nkulenga se evalúa como especie bajo preocupación menor en la lista roja de especies amenazadas de la UICN.